# Société sacerdotale de la Sainte-Croix
 (août 2013).
Si vous disposez d'ouvrages ou d'articles de référence ou si vous connaissez des sites web de qualité traitant du thème abordé ici, merci de compléter l'article en donnant les références utiles à sa vérifiabilité et en les liant à la section « Notes et références ».

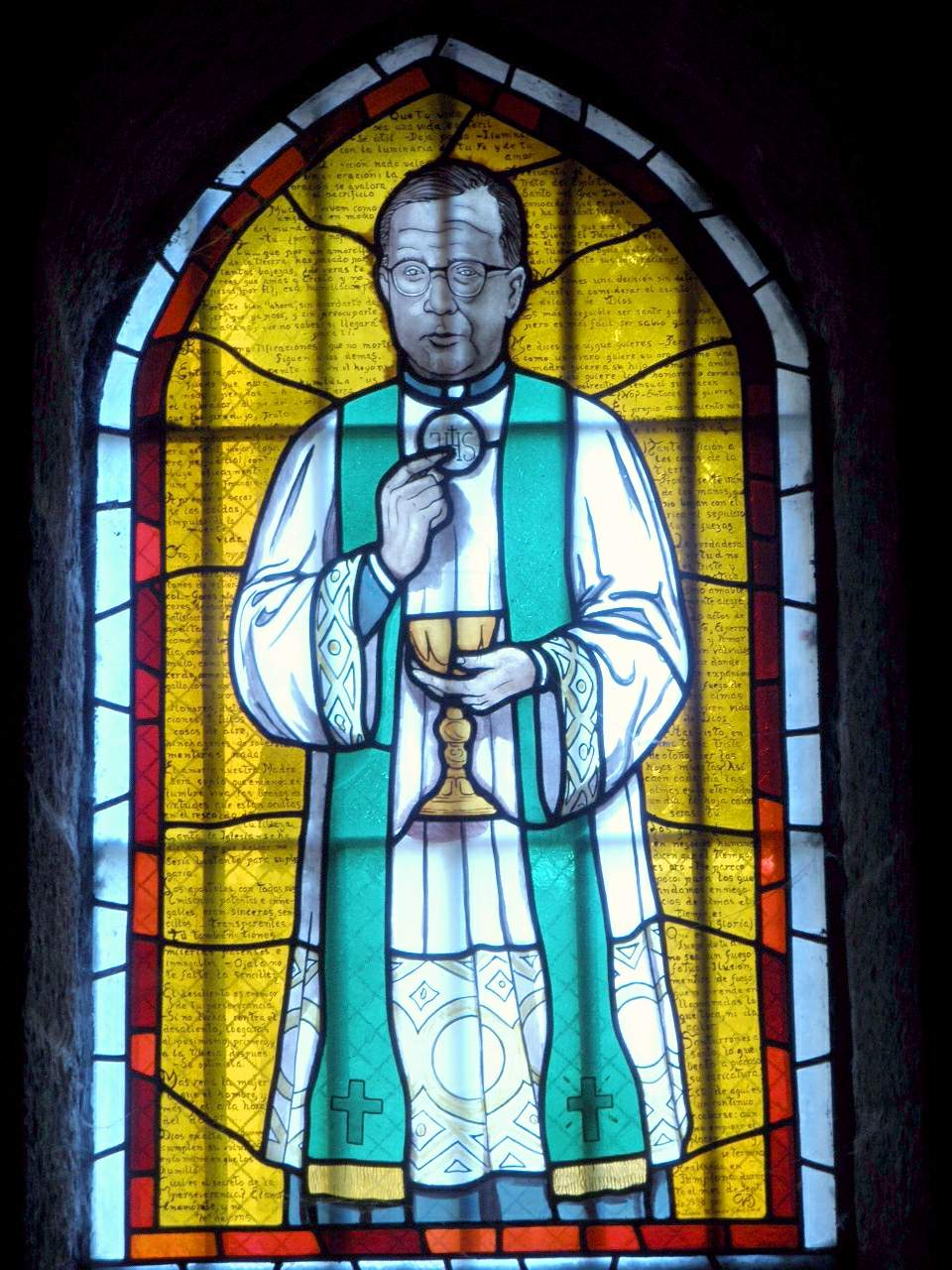
Vitrail représentant Saint José María Julián Mariano Escrivá Albás, qui a fondé la Société Sacerdotale de la Sainte-Croix en 1943.

La Société Sacerdotale de la Sainte-Croix est le clergé ou la branche cléricale de l'organisation catholique Opus Dei. Elle est liée à l'Opus Dei et son président est le Prélat de l'Opus Dei.

## Présentation
Tous les diacres, prêtres et évêques de l'Opus Dei en font partie.
La société compte également des prêtres diocésains qui ne sont pas incardinés dans l'Opus Dei. Comme dans le cas de l’incorporation des fidèles laïcs à la Prélature de l’Opus Dei, pour qu’un prêtre diocésain soit admis dans la Société sacerdotale de la Sainte-Croix, il faut qu’il ait pleinement conscience d’avoir reçu un appel de Dieu à chercher la sainteté selon l’esprit de l’Opus Dei.
Elle se donne pour objectif de soutenir spirituellement les clercs.
Elle compte 4 000 membres en 2012.